# 汤米·索拉涅米
汤米·索拉涅米（芬蘭語：Tommy Souraniemi，1969年2月28日—），瑞典男子手球运动员。他曾代表瑞典国家队参加1992年夏季奥林匹克运动会手球比赛，获得一枚银牌，比赛期间他一共打入四球。